# West Milton
West Milton is een plaats (village) in de Amerikaanse staat Ohio, en valt bestuurlijk gezien onder Miami County.

## Demografie
Bij de volkstelling in 2000 werd het aantal inwoners vastgesteld op 4645.
In 2006 is het aantal inwoners door het United States Census Bureau geschat op 4681, een stijging van 36 (0.8%).

## Geografie
Volgens het United States Census Bureau beslaat de plaats een oppervlakte van
6,4 km², waarvan 6,3 km² land en 0,1 km² water. West Milton ligt op ongeveer 313 m boven zeeniveau.

## Plaatsen in de nabije omgeving
De onderstaande figuur toont nabijgelegen plaatsen in een straal van 8 km rond West Milton.

## Geboren in West Milton
- Bob Schul (1937-2024), langeafstandsloper